# 富山市立浜黒崎小学校
富山市立浜黒崎小学校（とやましりつ はまくろさきしょうがっこう）は、富山県富山市浜黒崎にある公立小学校。

## 概要
- 富山市の旧上新川郡浜黒崎村内（浜黒崎、浜黒崎浜通り、浜黒崎本町、横越、平榎、野田、 針日、日方江、古志町）に住む小学生が通う[2]。
- 当該校区内は全域が富山市立北部中学校の学区にあたる[2]。
- 富山県立富山学園内に富山市立浜黒崎小学校松風分校という分校がある[3]。

## 歴史

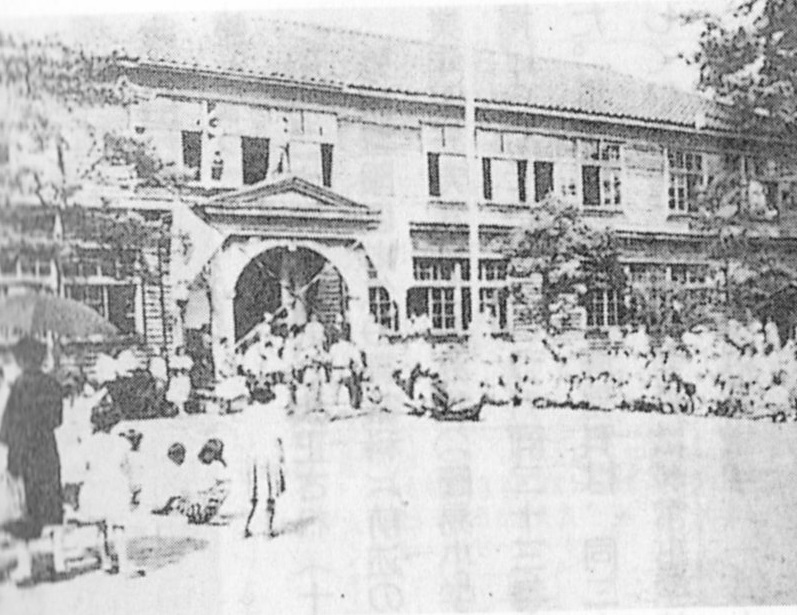
1911年（明治44年）竣工の浜黒崎尋常小学校校舎

- 1873年（明治6年）6月25日 -　1872年（明治5年）8月2日公布の太政官布告第42号学制[4]及び1873年（明治6年）4月8日公布の文部省令第42号[5]に基づき、6月 浜黒崎村内の若宮安行邸を借上げ、第6大区第10番中学区第32番小学校として浜黒崎小学校が創立される[6][7]。当時の通学域には西水橋町辻ヶ堂、新保が含まれていた[8]。
- 1874年（明治7年） - 校舎を常盤神社南隣に新築する[6]。
- 1875年（明治8年） - 本村の豪農宝田安平が寄附金を募り、2階建校舎が完成する[6][7]。
- 1876年（明治9年）4月18日 - 明治9年太政官布告第53号の「新川県ヲ廃シ石川県ヘ合併」により石川県下となる[9]。
- 1883年（明治16年）5月9日 - 明治16年太政官布告第15号の「今般富山佐賀宮崎三縣ヲ置ク」によって富山県下となる[10]。
- 1884年（明治17年） - 学齢に達しない児童の就学を禁止する[7]。
- 1887年（明治20年） - 1886年（明治19年）4月9日公布の勅令第14号小学校令第15条の「土地ノ情況ニ依リテハ小学簡易科ヲ設ケテ尋常小学科ニ代用スルコトヲ得」により[11]、修業年限4年の尋常科と修業年限3年の簡易科を設置[6]し、尋常科の方を「尋常有為小学校」と称し、簡易科の方を「簡易浜黒崎小学校」とした[8][7]。また、浜黒崎小学校の校区から西水橋町辻ヶ堂及び新保が除かれた[8]。
- 1888年（明治21年） - 有為小学校を廃止し[7]、尋常科は針原中村に在った研精小学校の分教場に移管となる[8]。
- 1891年（明治24年）2月11日 - 1890年（明治23年）10月30日に渙発された教育勅語が下附せられ、勅語奉戴式を挙行する[6][12]。
- 1892年（明治25年）9月 - 1890年（明治23年）勅令第215号小学校令第8条の「尋常小学校ノ修業年限ハ三箇年又ハ四箇年トシ」によって[13]修業年限を3年又は4年とし、簡易科を廃止する[6][7]。また同年4月の町村制施行に基き、浜黒崎村の区域を以て一個の尋常小学区とされ、浜黒崎小学校は浜黒崎村立尋常小学校となり尋常科が設けられた[8]。
- 1896年（明治29年） - 医師中村敬孝が台湾より帰郷し、校旗が寄贈される[7]。
- 1897年（明治30年）- 校舎を現在地に移転[6]。また就学率の良好なるを以て上新川郡郡長より大鈴が附与される[7]。
- 1899年（明治32年） - 補習科を置く[7]。
- 1901年（明治34年） - 1890年（明治23年）勅令第215号小学校令第七条「尋常小学校又ハ高等小学校ニ補習科ヲ置クコトヲ得」により[13]、設置されていた補習科を廃止[6]。修業年限を4ヶ年とする[7]。
- 1907年（明治40年）3月21日 - 明治40年勅令第52号の「尋常小学校ノ修業年限ハ六箇年トス」により[14]修業年限を6年に延長する[6][7]。
- 1911年（明治44年）12月22日 - 新校舎落成[15][7]。また校歌ができる[7]。
- 1917年（大正6年）2月 - 「吉田欽一郎先生謝恩碑」が建立される[6]。吉田欽一郎は1884年（明治17年）より訓導及び校長として当校に在任し、『浜黒崎郷土史資料』を著して郷土史料編纂に努めた人物である[6]。
- 1920年（大正9年） - 農業補修学校を新設する[7]。
- 1923年（大正12年）6月 - 創校五十周年祝賀式を催行[16][7]。
- 1924年（大正13年）
  - 10月 - 大正天皇・貞明皇后の御真影が下付された[6]。
  - 同年中 - 講堂兼雨天体操場が落成[7]
- 1925年（大正14年）4月1日 - 高等科を設置し、上新川郡浜黒崎尋常高等小学校となる[6][7]。
- 1934年（昭和9年） - 奉安殿を建設[6]。高等科を廃し、村立農業専修学校を設置[7]。
- 1937年（昭和12年） - 運営資金援助等の目的により浜黒崎小学校後援会が設立される[6]。
- 1939年（昭和14年） - 義務制の青年学校が発足[7]。
- 1940年（昭和15年） - 浜黒崎村が富山市に編入され、校名を富山市立浜黒崎尋常小学校と改称する[6][7]。
- 1941年（昭和16年）4月 - 1941年（昭和16年）勅令第148号国民学校令により[17]、校名を富山市立浜黒崎国民学校と改める[6][7]。また給食調理室を増築する[7]。
- 1946年（昭和21年）4月 - 浜黒崎小学校後援会を浜黒崎小学校教育振興会に改組する[6]。
- 1947年（昭和22年）4月1日 - 昭和22年法律第26号教育基本法により[18]、校名を富山市立浜黒崎小学校と改称する[6][7]。
- 1948年（昭和23年） - 育友会設立[6]。
- 1950年（昭和25年）4月 - 当校校区全域が富山市立北部中学校の校区と定められる[19]。
- 1952年（昭和27年） - 運動場拡張、校旗と校歌樹立[7]。
- 1966年（昭和41年）3月26日 - 木造校舎老朽化のため校舎を鉄筋校舎に建て替えた（前館）[6][7]。総工費は3538万円であり、鉄筋コンクリートの2階建てであった[20]。次いで同年12月には体育館完成、工費は1331万813円であった[7]。
- 1973年（昭和48年）6月 - 創校百周年紀念式典を行い、記念碑を建立[6][7]。
- 1976年（昭和51年）6月 - 四階建新校舎（後館）完成[6][7]。
- 1978年（昭和53年）7月19日 - プール完成（250m2、長さ25m、幅10m、水深80cm - 1.1m）[21]
- 2000年（平成12年）4月15日 - 鉄筋コンクリート造の体育館完成[22]。
- 2014年（平成26年）4月 - 富山県立富山学園内において学校教育法に基づく教育を行うため分校である富山市立浜黒崎小学校松風分校を設置[23]。
- 2026年（令和8年）3月31日 - 富山市立大広田小学校と統合され、閉校する予定[24]。

閉校後の校舎は、2026年（令和8年）4月より富山県内初の学びの多様化学校（不登校特例校）『古志はるかぜ学園』として活用することが決まっている。

## 交通
- 富山地方鉄道フィーダーバス浜黒崎小学校前停留所[27]より徒歩1分。